# 公平理论
公平理论（英語：Equity Theory），又称社会比较理论，是由美国心理学家约翰·斯塔希·亚当斯（John Stacey Adams）在《工人关于工资不公平的内心冲突同其生产率的关系》（1962，与罗森鲍姆合写）、《工资不公平对工作质量的影响》（1964，与雅各布森合写）、《社会交换中的不公平》（1965）等著作中提出来的一种激励理论。该理论侧重于研究工资报酬分配的合理性、不公平性及其对职工生产积极性的影响，指出员工的激励程度来源于对自己和参照对象（Referents）的报酬和投入的比例的主观比较感觉。
公平理论的基本观点是，当一个人做出了成绩并取得了报酬以后，他不只关心自己所得报酬的绝对量，且关心自己所得报酬的相对量。因此，他要进行种种比较来确定自己所获报酬是否合理，比较的结果将直接影响今后工作的积极性。

## 橫向比較
一种比较称为横向比较，即他要将自己获得的“报偿”（包括金钱、工作安排以及获得的赏识等）与自己的“投入”（包括教育程度、所作努力、用于工作的时间、精力和其它无形损耗等）的比值与组织内其他人作社会比较，只有相等时，他才认为公平，如下式所示。 

OP／IP＝OC／IC
其中： 

OP——对自己报酬的感觉 

IP——对自己投入的感觉 

OC——对他人报酬的感觉 

IC——对他人投入的感觉 

当上式为不等式时，可能出现以下两种情况：
（1）OP / IP＜OC/IC
在这种情况下，他可能要求增加自己的收入或减小自己今后的努力程度，以便使左方增大，趋于相等；
第二种办法是他可能要求组织减少比较对象的收入或者让其今后增大努力程度以便使右方减小，趋于相等。
此外，他还可能另外找人作为比较对象，以便达到心理上的平衡。
（2）OP／IP＞OC／IC
在这种情况下，他可能要求减少自己的报酬或在开始时自动多做些工作，但久而久之，他会重新估计自己的技术和工作情况，终于觉得他确实应当得到那么高的待遇，于是产量便又会回到过去的水平了。

## 縱向比較
除了横向比较之外，人们也经常做纵向比较，

即把自己目前投入的努力与目前所获得报偿的比值，同自己过去投入的努力与过去所获报偿的比值进行比较。

只有相等时他才认为公平，如下式所示： 

OP／IP=OH／IH 
其中： 

OP——对自己现在报酬的感觉 

IP——对自己现在投入的感觉 

OH——对自己过去报酬的感觉 

IH——对自己过去投入的感觉
当上式为不等式时，也可能出现以下两种情况：
(1) OP/IP＜OH／IH 

当出现这种情况时，人也会有不公平的感觉，这可能导致工作积极性下降。
（2）OP/IP＞OH／IH 

当出现这种情况时，人不会因此产生不公平的感觉，但也不会觉得自己多拿了报偿，从而主动多做些工作。 
调查和试验的结果表明，不公平感的产生，绝大多数是由于经过比较认为自己目前的报酬过低而产生的;但在少数情况下，也会由于经过比较认为自己的报酬过高而产生。

## 複雜性
我们看到，公平理论提出的基本观点是客观存在的，但公平本身却是一个相当复杂的问题，这主要是由于下面几个原因：
第一，它与个人的主观判断有关。上面公式中无论是自己的或他人的投入和报偿都是个人感觉，而一般人总是对自己的投入估计过高，对别人的投人估计过低。
第二，它与个人所持的公平标准有关。上面的公平标准是采取贡献率，也有采取需要率、平均率的。例如有人认为助学金应改为奖学金才合理，有人认为应平均分配才公平，也有人认为按经济困难程度分配才适当。
第三，它与绩效的评定有关。我们主张按绩效付报酬，并且各人之间应相对均衡。但如何评定绩效？是以工作成果的数量和质量，还是按工作中的努力程度和付出的劳动量？是按工作的复杂、困难程度，还是按工作能力、技能、资历和学历？不同的评定办法会得到不同的结果。最好是按工作成果的数量和质量，用明确、客观、易于核实的标准来度量，但这在实际工作中往往难以做到，有时不得不采用其他的方法。
第四，它与评定人有关。绩效由谁来评定，是领导者评定还是群众评定或自我评定，不同的评定人会得出不同的结果。由于同一组织内往往不是由同一个人评定，因此会出现松紧不一、回避矛盾、姑息迁就、抱有成见等现象。
然而，公平理论对我们有着重要的启示：首先，影响激励效果的不仅有报酬的绝对值，还有报酬的相对值。其次，激励时应力求公平，使等式在客观上成立，尽管有主观判断的误差，也不致造成严重的不公平感。再次，在激励过程中应注意对被激励者公平心理的引导，使其树立正确的公平观，一是要认识到绝对的公平是不存在的，二是不要盲目攀比，三是不要按酬付劳，按酬付劳是在公平问题上造成恶性循环的主要杀手。
为了避免职工产生不公平的感觉，企业往往采取各种手段，在企业中造成一种公平合理的气氛，使职工产生一种主观上的公平感。如有的企业采用保密工资的办法，使职工相互不了解彼此的收支比率，以免职工互相比较而产生不公平感。

## 批评评论
该理论的局限：
- 主观判断
- 公平标准的差异
- 业绩评定的差异
- 评定人的差异

## 参看
- 期望理论